# 779 Nina
779 Nina è un asteroide della fascia principale del diametro medio di circa 76,62 km. Scoperto nel 1914, presenta un'orbita caratterizzata da un semiasse maggiore pari a 2,6668800 UA e da un'eccentricità di 0,2245178, inclinata di 14,57421° rispetto all'eclittica.
Il suo nome è in onore di Nina Nikolaevna Neujmina, sorella dello scopritore.